# Вілгойт (Аризона)
Вілгойт (англ. Wilhoit) — переписна місцевість (CDP) в США, в окрузі Явапай штату Аризона. Населення — 864 особи (2020).

## Географія
Вілгойт розташований за координатами 34°24′30″ пн. ш. 112°36′56″ зх. д. / 34.40833° пн. ш. 112.61556° зх. д. (34.408233, -112.615635).  За даними Бюро перепису населення США в 2010 році переписна місцевість мала площу 40,63 км², уся площа — суходіл.

## Демографія
Згідно з переписом 2010 року, у переписній місцевості мешкало 868 осіб у 388 домогосподарствах у складі 243 родин. Густота населення становила 21 особа/км².  Було 483 помешкання (12/км²).
Расовий склад населення:
| - 94,2 % — білих - 0,7 % — корінних американців - 0,2 % — чорних або афроамериканців - 0,2 % — азіатів - 3,0 % — осіб інших рас |

До двох чи більше рас належало 1,6 %. Частка іспаномовних становила 9,3 % від усіх жителів.
За віковим діапазоном населення розподілялося таким чином: 14,6 % — особи молодші 18 років, 59,1 % — особи у віці 18—64 років, 26,3 % — особи у віці 65 років та старші. Медіана віку мешканця становила 53,9 року. На 100 осіб жіночої статі у переписній місцевості припадало 110,2 чоловіків;  на 100 жінок у віці від 18 років та старших — 113,5 чоловіків також старших 18 років.
Середній дохід на одне домашнє господарство  становив 42 339 доларів США (медіана — 34 167), а середній дохід на одну сім'ю — 46 523 долари (медіана — 37 841). Медіана доходів становила 37 188 доларів для чоловіків та 24 013 долари для жінок. За межею бідності перебувало 24,0 % осіб, у тому числі 49,5 % дітей у віці до 18 років та 8,4 % осіб у віці 65 років та старших.
Цивільне працевлаштоване населення становило 216 осіб. Основні галузі зайнятості: освіта, охорона здоров'я та соціальна допомога — 23,1 %, транспорт — 14,4 %, будівництво — 13,4 %, роздрібна торгівля — 13,0 %.